# Newport (hrabstwo Shelby)
Newport – jednostka osadnicza w Stanach Zjednoczonych, w stanie Ohio, w hrabstwie Shelby.